# روبن متسون
 روبن متسون (انگلیسی: Robin Mattson؛ زادهٔ ۱ ژوئن ۱۹۵۶) یک هنرپیشه اهل ایالات متحده آمریکا است. وی از سال ۱۹۶۶ میلادی تاکنون مشغول فعالیت بوده‌است.